# Leopoldo Mastelloni
Leopoldo Mastelloni (Napoli, 12 luglio 1945) è un attore, regista teatrale e cantante italiano.

## Biografia
Nato a Napoli da una nobile famiglia di giuristi, coi titoli di marchese di Capograssi e duca di Castelvetere, dopo essere stato cacciato da diverse scuole per il carattere esuberante si diploma al Liceo Colletta di Avellino. Fratello del giudice Carlo Mastelloni, dopo le prime esperienze teatrali giovanili con gli amici del rione Cavour di Napoli-Barra, debutta ufficialmente come attore a Napoli, nel 1965, al Teatro Esse, dove recita in opere di Antonin Artaud, Jean Genet, Hugo von Hofmannsthal con la regia di Gennaro Vitiello.

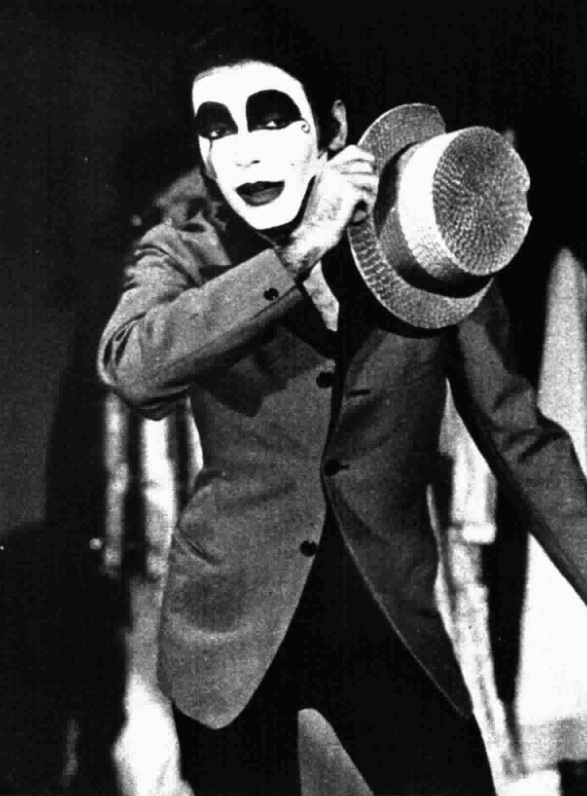
Leopoldo Mastelloni nel 1972

Nel corso della sua carriera, numerose volte ha interpretato anche personaggi en travesti, rivelando anche la sua omosessualità, che ha affermato aver scoperto presto. Nel 1977 viene notato da Antonello Falqui, maestro del varietà televisivo italiano, che lo vorrà insieme a Loredana Bertè e Christian De Sica nello spettacolo in sei puntate Bambole, non c'è una lira, dedicato alla rievocazione dell'avanspettacolo e del teatro leggero italiano della prima metà del Novecento.
In teatro continua a esibirsi nel repertorio drammatico (Aminta di Torquato Tasso con Carmen Scarpitta e la regia di Giancarlo Cobelli) e compie qualche incursione nel teatro leggero e nel cabaret (Più crudele di Venere, con Massimo Boldi e Teo Teocoli, regia di Sandro Massimini). Per il Teatro Verdi (Trieste) nel 1974 è il Barone Koloman Zsupan in Gräfin Mariza (La Contessa Mariza) di Emmerich Kálmán, con Adriana Innocenti nel Teatro Stabile Politeama Rossetti. Al Festival dei Due Mondi di Spoleto, nel 1975, interpreta insieme a Massimo Ranieri, Angela Luce e Mariano Rigillo Napoli, chi resta e chi parte di Raffaele Viviani, messo in scena da Giuseppe Patroni Griffi.
Nel 1976 va in scena al Teatro Tenda di Roma in Mastellomania, e dal 1976 al 1980 replica Carnalità di Giuseppe Patroni Griffi. Nel 1979 incide un 45 giri intitolato Il mio slip fa pam pam che se non scala le classifiche di vendita contribuisce però a far recepire il lato autoironico del personaggio. Nel 1980 torna al varietà televisivo con Antonello Falqui nelle cinque puntate di Studio '80 e appare, nel ruolo del maggiordomo John, nel film Inferno di Dario Argento, accanto ad Alida Valli e Daria Nicolodi. Al cinema tornerà poi, sempre nei primi anni ottanta, con due commedie: Culo e camicia di Pasquale Festa Campanile, con Renato Pozzetto, e Per favore, occupati di Amelia di Flavio Mogherini, tratto da Georges Feydeau. Nel 1981 torna in sala di incisione per Ambiguità, intenso brano che è anche sigla finale del programma televisivo Di tasca nostra.
Nel 1984, porta in scena Cammuriata di Giuseppe Patroni Griffi. Nel corso dello stesso anno durante una puntata di Blitz, bestemmia in diretta TV e l'episodio, nonostante l'assoluzione della Pretura di Viareggio, gli costa anni di ostracismo e allontanamento dalla Rai. Accanto a F. Murray Abraham interpreta, nel 1988, Russicum - I giorni del diavolo di Pasquale Squitieri. 
Nel 1988, grazie all'insistenza di Loretta Goggi rientra in televisione nel programma del mezzogiorno di Raiuno Via Teulada 66, condotto dalla soubrette.
Nel 1991 realizza il 33 giri Rythmo italiano, dove interpreta brani di Ivan Cattaneo, José Feliciano e Donatella Moretti. 
Negli anni successivi Mastelloni prosegue nell'attività teatrale, portando in scena testi di Eduardo De Filippo (Sabato, domenica e lunedì); Carlo Goldoni (La bottega del caffè); Giuseppe Patroni Griffi (Tragedia reale); Luigi Pirandello (Questa sera si recita a soggetto); Raffaele Viviani (La morte di Carnevale).
Nel 2000 torna in sala d'incisione per la realizzazione di Quando ero un neomelodico un album dove, con ironia e mestiere, interpreta quattordici brani in napoletano, e l'anno successivo porta in teatro la rappresentazione Nudo e crudo, di Pier Paolo Pasolini.
Nel 2006 partecipa al reality show La fattoria rimanendo in gara per oltre un mese, venendo eliminato nel corso della sesta puntata con il 52% dei voti. Nel 2007 è a teatro con la rappresentazione dello spettacolo di Eduardo De Filippo Io, l'erede. Nel 2013 è la voce di un critico musicale in Polvere ritorneremo per il Teatro Festival Italia e nel 2014 è in scena con Annella di Portacapuana, per la regia di Lara Sansone al Sannazaro di Napoli. 
Nel 2015, intervistato dal Corriere della Sera, lamenta una situazione di indigenza che gli impedisce di avere stabilità abitativa e lo ha indotto, più volte, a prendere in considerazione l'ipotesi del suicidio. Nella stessa intervista dichiara provocatoriamente: «Forse dovrei mettermi su un barcone al largo di Lampedusa per avere una maggiore assistenza dallo Stato». 
Nel 2018 torna in scena nel Masaniello di Elvio Porta ed Armando Pugliese, per la regia di Lara Sansone.
Il 10 aprile del 2025 torna in TV, a Forum, come ospite di Barbara Palombelli.
Il 6 agosto del 2025 viene colpito da ictus e ricoverato presso l'ospedale San Pietro di Roma in prognosi riservata.

## Filmografia

### Cinema

Leopoldo Mastelloni tra Gloria Guida e Lilli Carati in Avere vent'anni (1978)

- Camorra, regia di Pasquale Squitieri (1972)
- La pupa del gangster, regia di Giorgio Capitani (1975)
- Frou Frou del tabarin, regia di Giovanni Grimaldi (1976) - non accreditato
- Avere vent'anni, regia di Fernando Di Leo (1978)
- Napoli... serenata calibro 9, regia di Alfonso Brescia (1978)
- Inferno, regia di Dario Argento (1980)
- Per favore, occupati di Amelia, regia di Flavio Mogherini (1981)
- Culo e camicia, regia di Pasquale Festa Campanile (1981)
- Canto d'amore, regia di Elda Tattoli (1982)
- Barbablù, Barbablù, regia di Fabio Carpi (1987)
- Russicum - I giorni del diavolo, regia di Pasquale Squitieri (1988)
- Dante, regia di Pupi Avati (2022)
- La mia ombra è tua, regia di Eugenio Cappuccio (2022)
- Falla girare, regia di Giampaolo Morelli (2022)

### Televisione
- Le inchieste del commissario Maigret (1972) - serie TV, 1 episodio
- Il galantuomo per transazione (1973) - film TV
- Dimenticare Lisa (1976) - miniserie TV, 2 episodi
- Luigi Ganna detective (1979) - serie TV, 1 episodio
- Ma che cosa è questo amore (1979) - miniserie TV
- Tre ore dopo le nozze (1979) - film TV
- Dieci registi italiani, dieci racconti italiani (1983) - serie TV, 1 episodio
- Un fantastico tragico venerdì (1986) - serie TV

## Programmi televisivi
- Bambole, non c'è una lira (Rete 1, 1977)
- Studio '80 (Rete 1, 1980)
- Via Teulada 66 (Rai 1, 1988-1989)
- La fattoria (Canale 5, 2006) - concorrente

## Discografia

### Album
- 1991 - Rhytmo italiano
- 2000 - Quando ero un neomelodico (Zeus Record)
- 2007 - 87 Amori (Distribuzione Egea, 4 CD)
- 2015 - "Cabala" 50 70 12 7 45 (Neapolitan Songs) con la partecipazione di Cinzia Oscar (Incipt Record, 4 CD)

### Singoli
- 1980 - Il mio slip fa pam pam (Dischi Ricordi, SRL 10861, 7")
- 1980 - Ambiguità (Durium, Ld AI 8099, 7")